# 曼布拉烏帕齊拉
曼布拉乌帕齐拉是孟加拉国波拉縣的一个乌帕齐拉，位於巴里薩爾专区的波拉縣。曼普拉島即是由本烏帕齊拉管轄。

## 人口
據1991年孟加拉國人口普查，曼布拉共有戶數8,959戶，人口51361人。其中男性佔比51.63%，女性佔比48.37%；成年人口20,940人。該地7歲以上人口之平均識字率為21.3%，低於全國平均值（32.4%）。